# Rezerwat przyrody Meszcze
Rezerwat przyrody Meszcze – leśny rezerwat przyrody na terenie Piotrkowa Trybunalskiego, w województwie łódzkim.
Rezerwat stanowi obszar lasu o łącznej powierzchni 35,32 ha i położony jest na terenie Nadleśnictwa Piotrków. Rezerwat znajduje się w Sulejowskim Parku Krajobrazowym wchodzącym w skład zespołu Nadpilicznych Parków Krajobrazowych.
Utworzony na mocy Zarządzenia Ministra Leśnictwa i Przemysłu Drzewnego z dnia 25 listopada 1959 na powierzchni 2,11 ha, został powiększony Zarządzeniem Ministra Ochrony Środowiska i Zasobów Naturalnych z dnia 10 maja 1989. Celem rezerwatu jest zachowanie ze względów naukowych, dydaktycznych i krajobrazowych naturalnego fragmentu lasu mieszanego świeżego ze znacznym udziałem dynamicznie rozwijającej się lipy drobnolistnej. Cała populacja lipy w rezerwacie pochodzi od kilku kęp lip pozostawionych na zrębie przed ponad 100 laty. Zrąb został obsadzony sosną, pod którą obficie pojawiło się odnowienie lipowe z nasienników. Obecnie lipy wchodzą w skład górnego piętra drzewostanu, który tworzą również sosny z udziałem dębów i brzóz.
Stwierdzono tu występowanie 26 gatunków drzew i krzewów oraz ok. 170 gatunków roślin naczyniowych i 10 gatunków mszaków. Do najważniejszych należą: lilia złotogłów, pajęcznica gałęzista, czyścica storzyszek, miodownik melisowaty, orlik pospolity, groszek czerniejący, przytulia okrągłolistna oraz naparstnica zwyczajna i zerwa kłosowa.
Do rezerwatu prowadzi ścieżka przyrodniczo-leśna „Z Koła do rezerwatu Meszcze i drzew pomnikowych”, której trasa rozpoczyna się w osadzie edukacyjnej we wsi Koło.
Według obowiązującego planu ochrony ustanowionego w 2011 (zmienionego w 2014), obszar rezerwatu objęty jest ochroną czynną.